# الزاوية البسطامية
الزاوية البسطامية هي واحدة من أشهر الزوايا الصوفية الواقعة في مدينة القدس، وتحديداً في البلدة القديمة بالقرب من المسجد الأقصى المبارك. تعود نشأة الزاوية إلى عام 770ه\ 1368م على يد الشيخ جمال الدين عبد الله بن خليل بن علي الأسد البسطامي.

## التسمية
سُميت الزاوية البسطامية نسبةً إلى الصوفي أبي يزيد طيفور البسطامي، الذي يُعد من أبرز أقطاب التصوف الإسلامي الذين تركوا بصمة واضحة في تاريخ الصوفية.

## الموقع
تقع الزاوية البسطامية في حارة بني زيد الواقعة في منطقة المشارقة، ويطلق عليها ايضًا حارة السعدية، وهي بين باب الساهرة والسور الشمالي للمسجد الأقصى، وتعتبر من أهم الحارات في البلدة القديمة في القدس.توجد الزاوية البسطامية بالتحديد أسفل صحن قبة الصخرة من جهة الشرق عند الزيتون. كانت مكان يجتمع فيه فقراء البسطامية لذكر الله تعالى.

## العمارة
تتكوّن الزاوية من بناء له مدخل شمالي بسيط وينخفض قليلاً عن مستوى الشارع العام ، وتحيط بالمدخل مقعدتان حجريتان مستطيلتا الشكل على جانبيه، يؤدي المدخل إلى ساحة مكشوفة، ويحيط بها عدد من الغرف ،بالإضافة إلى مسجد وهو مستطيل الشكل، يمتد من الشمال إلى الجنوب، ويؤدي إليه مدخل بسيط، يغطيه قبو نصف برميلي، ويوجد غرفة الضريح، وهي واقعة في الزاوية الشرقية الجنوبية من الساحة المكشوفة، والجهة الشرقية من المسجد، ويتوصل إليها من داخل المسجد بوساطة مدخل صغير.